# Szirtes Gábor
Szirtes Gábor (Budapest, 1953. július 3. –) Jászai Mari-díjas magyar színművész, rendező.

## Életpályája
1980-ban végzett a Színház- és Filmművészeti Főiskola színész szakán. 1980–1987 között a Miskolci Nemzeti Színház, 1987–1993 között a Nemzeti Színház tagja. 1993–2003 között szabadúszó, majd 2003–2012 között a Miskolci Nemzeti Színház állandó vendége. 2012-től több színházban is játszik.

## Filmszerepei
- Tóth János színész (magyar sorozat, 2017)
- Munkaügyek színész (magyar sorozat, 2015)
- Bűvös szék (TV film) színész (magyar tévéjáték, 2003)
- Vendéglátás (TV film) színész (magyar tévéfilm, 1989)
- Olasz vendéglő (TV film) színész (magyar zenés film, 1984)

## Díjai, elismerései
- Jászai Mari-díj (2009)